# Dilophus febrilis
Espèce
Dilophus febrilis est une espèce d'insectes diptères nématocères de la famille des Bibionidae.

## Description
Cette mouche, longue d'environ 7 mm se différencie des espèces du genre Bibio par une couronne de petites épines à l'extrémité distale des tibias antérieurs. Contrairement à la femelle, le mâle possède de très grands yeux, ses ailes sont claires, les ailes de la femelle sont enfumées ; tous deux présentent une tache noire sur le bord de l'aile.

## Distribution
Europe, de l'Espagne à l'Ukraine, Royaume-Uni compris.

## Biologie
Les adultes, au vol mou, sont visibles de mars à octobre. Ils butinent les fleurs en particulier d'arbres fruitiers. Les larves vivent dans le sol où elles se nourrissent de racines de poacées (graminées).